# Chauliodus
Chauliodus – rodzaj drapieżnych ryb głębinowych z rodziny wężorowatych (Stomiidae), określanych w języku polskim nazwą żmijowce lub żmijowcowate.

## Taksonomia
Wcześniej rodzaj ten klasyfikowany był w randze rodziny Chauliodontidae lub podrodziny Chauliodontinae – żmijowcowate. W wyniku badań genetycznych zaliczono go do rodziny Stomiidae, jako plemię Chauliodontini.

## Środowisko życia
Żmijowce występują bardzo licznie w głębinach wszystkich oceanów – tam, gdzie nie dociera światło.

## Charakterystyka
Charakteryzują się bardzo dużą, rozciągliwą paszczą z długimi, sztyletowatymi zębami, wydłużonym pierwszym promieniem płetwy grzbietowej położonej tuż za głową, oraz obecnością płetwy tłuszczowej. Osiągają do 30 cm długości ciała.

## Fotofory
Jak wiele innych ryb głębokomorskich, żmijowce mają narządy wytwarzające światło, czyli fotofory. Jeden z nich znajduje się na szczycie wydłużonego promienia płetwy grzbietowej i błyskami wabi potencjalne ofiary ku rozwartym szczękom z długimi zębami. Fotofory, w kształcie guzików, rozmieszczone rzędami wzdłuż ciała oraz gruczoł zaoczny służą do komunikacji z innymi żmijowcami.

## Klasyfikacja
Gatunki zaliczane do tego rodzaju:

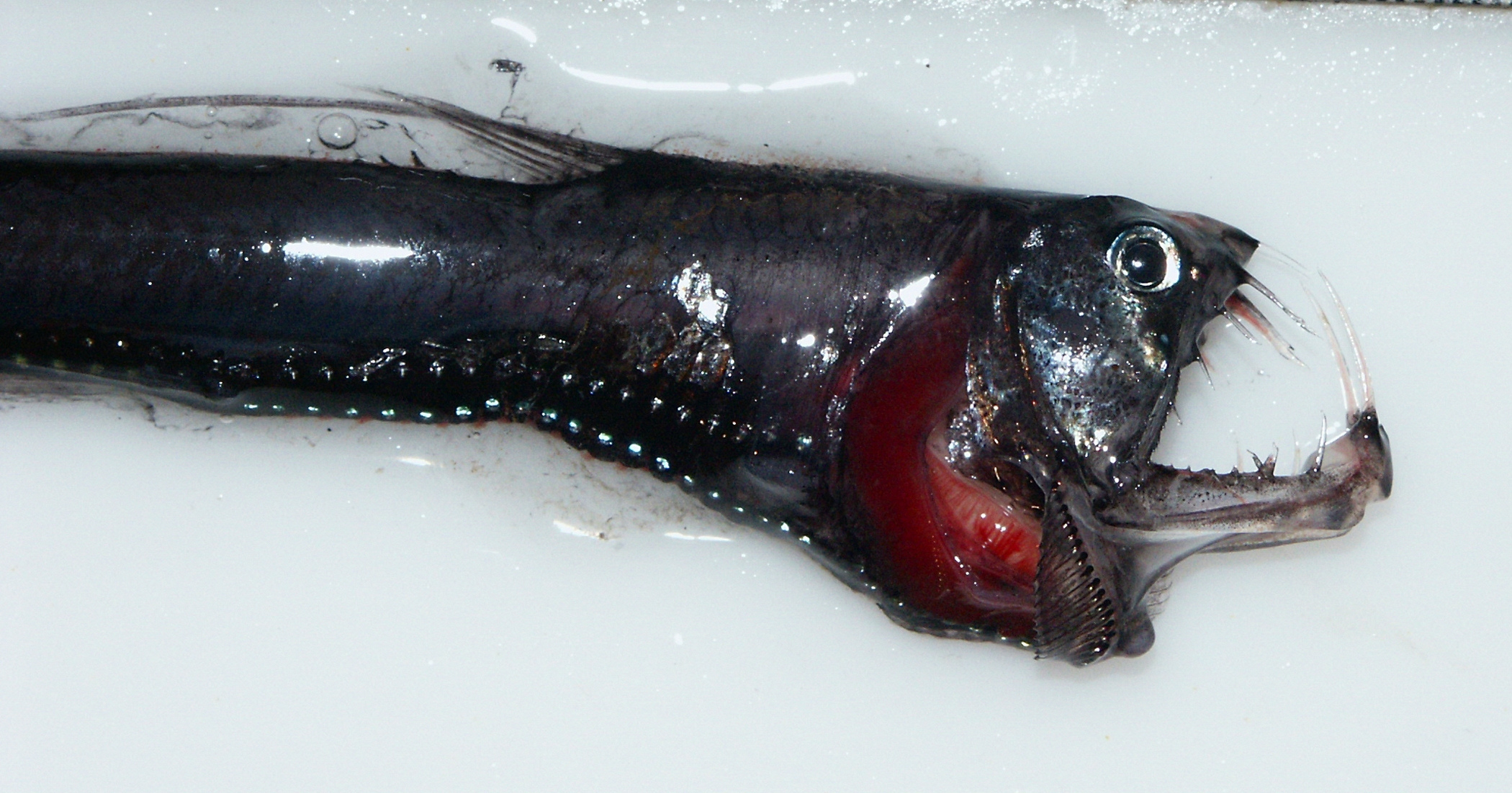
Chauliodus barbatus
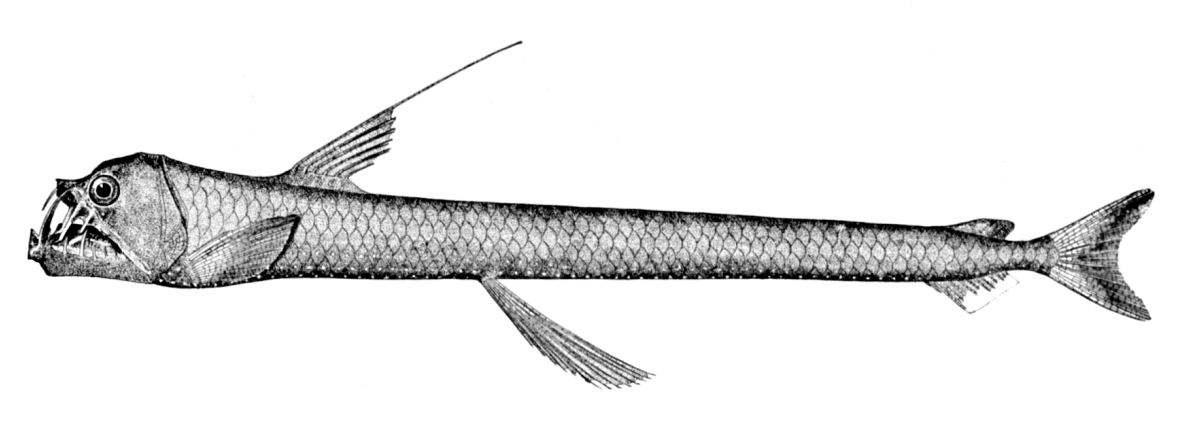
Chauliodus danae
- Chauliodus dentatus
- Chauliodus macouni
- Chauliodus minimus
- Chauliodus pammelas
- Chauliodus schmidti
- Chauliodus sloani
- Chauliodus vasnetzovi

- Chauliodus macouni
- Chauliodus sloani